# Península Mussulo
Península Mussulo är en halvö i Angola.   Den ligger i provinsen Luanda, i den nordvästra delen av landet, 23 kilometer sydväst om huvudstaden Luanda.
Omgivningarna runt Península Mussulo är i huvudsak ett öppet busklandskap. Runt Península Mussulo är det tätbefolkat, med 849 invånare per kvadratkilometer.